# Laurel (Iowa)
Laurel es una ciudad ubicada en el condado de Marshall en el estado estadounidense de Iowa. En el Censo de 2010 tenía una población de 239 habitantes y una densidad poblacional de 367,64 personas por km².

## Geografía
Laurel se encuentra ubicada en las coordenadas 41°53′3″N 92°55′20″O / 41.88417, -92.92222. Según la Oficina del Censo de los Estados Unidos, Laurel tiene una superficie total de 0.65 km², de la cual 0.65 km² corresponden a tierra firme y (0%) 0 km² es agua.

## Demografía
Según el censo de 2010, había 239 personas residiendo en Laurel. La densidad de población era de 367,64 hab./km². De los 239 habitantes, Laurel estaba compuesto por el 98.74% blancos, el 0.42% eran afroamericanos, el 0% eran amerindios, el 0.42% eran asiáticos, el 0% eran isleños del Pacífico, el 0% eran de otras razas y el 0.42% pertenecían a dos o más razas. Del total de la población el 2.09% eran hispanos o latinos de cualquier raza.